# کسل گرگ
کسل گرگ (انگلیسی: Castle Greg)بقایای باستان‌شناختی یک باروی رومی در پنج کیلومتری جنوب شرفی وست کالدر در لوتیان غربی اسکاتلند است. محوطه کمتر از یک هکتار وسعت دارد و نخستین بار در قرن هجدهم کاوش شده.